# Владимир Роге
Владимир Петрович Рогге (на руски: Владимир Петрович Рогге) е руски правителствен чиновник и временен министър на вътрешните работи.

## Биография
Владимир Рогге е роден на 6 юли 1843 година. Участва във Временното руско управление на българските земи непосредствено след края на Руско-турската война (1877–1878). Между 1878 и 1879 година е съветник при българското вътрешно министерство от основаването му.
Той е временно управляващ Министерството на вътрешните работи в второто правителство на Княжество България през 1879–1880. След 1880 г. последно работи като консултант при Вътрешното министерство. Умира на 26 декември 1906 година.